# Территориальный спор между Румынией и Украиной

морские границы в Чёрном море согласно:
• '
• '
• '

Территориальный спор между Румынией и Украиной — судебный процесс, рассматривавшийся в Международном суде ООН, с 2004 года по 2009 год, по поводу территориального спора между Украиной и Румынией.
16 сентября 2004 года Румыния внесла иск против Украины, касающийся делимитации морских границ исключительной экономической зоны и раздела континентального шельфа в Чёрном море. 3 февраля 2009 года суд огласил решение, которое устанавливает морские границы между государствами и определяет исключительные экономические зоны Румынии и Украины. При этом обе стороны выразили удовлетворение решением и заявили о победе в споре.

## История
В 2002 году Кабинет министров Украины утвердил программу хозяйственной деятельности на острове Змеиный до 2006 года. В рамках программы остров был передан Килийскому району Одесской области, а также частично демилитаризован, прошли мероприятия по благоустройству. На Змеином были открыты почта, филиал банка «РайффайзенБанкАваль», ретранслятор мобильной связи. Начиная с 2003 года на острове постоянно работают учёные Одесского национального университета имени И. И. Мечникова.
16 сентября 2004 года Румыния подала меморандум в Международный суд ООН с вопросом, считать ли остров Змеиный островом или скалой, ответ на который должен был оказать большое влияние на схему разграничения континентального шельфа в данном районе. 19 мая 2006 года Украина подала контрмеморандум, после чего в декабре того же года Румыния направила в суд реплику на контрмеморандум. До июля 2007 года Украина имела право на представление контрреплики на румынскую реплику, после чего суд начал рассмотрение дела по существу.
В начале 2007 года расположенный на острове жилой комплекс получил официальный статус посёлка (посёлок Белое, укр. Біле) в составе Килийского района. Этот шаг вызвал протест у румынской стороны.

## Начало рассмотрения

### Позиция Румынии
На первом заседании слово было предоставлено румынской стороне. Представитель МИД Румынии Богдан Ауреску заявил, что Украина пытается расширить свои границы в Чёрном море вопреки международным нормам. Одним из центральных аргументов румынской делегации является утверждение о том, что якобы ещё с 1949 года между Союзом ССР и Румынией существовала договоренность об ограничении принадлежащих Украинской ССР морских пространств 12-ю милями территориальных вод вокруг острова Змеиный. Не в пользу Украины свидетельствует и тот факт, что на Змеином нет источников пресной воды. А именно эта особенность часто используется как основное отличие скалы от острова.
Кроме того, Румыния настаивает на том, что при делимитации суд не должен учитывать значительную часть побережья Украины от Одессы до мыса Тарханкут (Крым) длиной почти 630 километров

### Позиция Украины
Возглавлял украинскую делегацию в суде Уполномоченный Украины в Международном суде ООН, Чрезвычайный и Полномочный Посол Украины, профессор Владимир Василенко.
«В Украине не существует юридической компании, которая могла бы вытянуть такого рода дело. Поэтому в Гааге работают иностранные юрисконсульства, специализирующиеся на такого рода делах», — сообщили в МИД Украины.

### Ход процесса
Решение суда принимаются большинством голосов. Суд состоит из 15 судей, но поскольку Украина и Румыния не имеют в составе Суда своих граждан, то обе стороны воспользовались правом назначить специально для слушаний этого дела по одному дополнительному судье. Украина выбрала американского юриста, профессора права Университета Майами, соредактора международно-правового издания American Journal of International Law Бернарда Оксмана, а Румыния выбрала профессора международного права Университета Париж-I (Пантеон-Сорбонна) Пьера Котта. Обе кандидатуры соответствуют всем требованиям судей высшего юридического органа ООН и вместе с основным составом Суда должны объективно и беспристрастно рассмотреть дело. Вместе с тем, в слушаниях не участвует немецкий судья Б. Симма, который заявил самоотвод. Таким образом, решение принимают 16 судей.

## Решение Международного суда ООН в Гааге
2 сентября 2008 года Международный суд ООН в Гааге начал процесс по существу. Заседание суда окончилось 19 сентября, 3 февраля 2009 года Международный суд вынес решение по делу о делимитации границ. Суд не согласился с требованиями ни одной из сторон и самостоятельно определил границу исключительных экономических зон Украины и Румынии. Новая линия учитывает небольшую акваторию вокруг острова Змеиный размером 12 морских миль, а затем проходит между берегом Румынии протяжённостью 248 километров и украинским побережьем длиной 705 километров. Суд признал Змеиный островом, но указал, что он не должен учитываться в пользу Украины при определении её исключительной экономической зоны и разделе континентального шельфа.
Из общей площади шельфа в 12 тысяч квадратных километров Румыния получила 9,7 тыс. квадратных километров.

## Официальная реакция на решение суда
По словам румынских представителей, они в своих претензиях остались «на 80 % удовлетворены». Обе стороны выразили согласие с решением и заявили о завершении спора в свою пользу. Ранее МИД Украины заявил, что украинская сторона выполнит любое решение по Змеиному, которое примет Международный суд.